# Lammasjärvi
För andra betydelser, se Lammasjärvi (olika betydelser).
Lammasjärvi är en sjö i Finland. Den ligger i kommunen Kuhmo i landskapet Kajanaland, 500 km nordost om huvudstaden Helsingfors. Lammasjärvi ligger 162,6 meter över havet. Den är 21 meter djup. Arean är 46,82 kvadratkilometer och strandlinjen är 219,23 kilometer lång. Sjön  ingår i Uleälvens huvudavrinningsområde. 
Vintern 2017 avverkade Forststyrelsen skog kring sjön, vilket föranledde en protest av Leonardo DiCaprio. Forstyrelsen bjöd in honom att bekanta sig med hyggena, skogen och naturen.